# Paratacamita
La paratacamita és un mineral de la classe dels halurs, que pertany al grup de l'atacamita. Rep el nom per la seva relació amb l'atacamita.

## Característiques
La paratacamita és un halur de fórmula química Cu₃(Cu,Zn)(OH)₆Cl₂. Conté zinc essencial; per tant no es pot considerar un polimorf de l'atacamita. Cristal·litza en el sistema trigonal. La seva duresa a l'escala de Mohs és 3. Es pot confondre fàcilment amb la clinoatacamita, amb la qual es troba estretament relacionada. També està molt relacionada amb la herbertsmithita i la gillardita (ambdós han reduït a la meitat els eixos en comparació amb la paratacamita). En escalfar-la, la paratacamita es transforma reversiblement en herbertsmithita entre 353 i 393 K.
Segons la classificació de Nickel-Strunz, la paratacamita pertany a «03.DA: Oxihalurs, hidroxihalurs i halurs amb doble enllaç, amb Cu, etc., sense Pb» juntament amb els següents minerals: atacamita, melanotal·lita, botallackita, clinoatacamita, hibbingita, kempita, belloïta, herbertsmithita, kapellasita, gillardita, haydeeïta, anatacamita, claringbul·lita, barlowita, simonkol·leïta, buttgenbachita, connel·lita, abhurita, ponomarevita, anthonyita, calumetita, khaidarkanita, bobkingita, avdoninita i droninoïta.

## Formació i jaciments
És un mineral secundari de coure. Va ser descrita amb els exemplars trobats a les mines Generosa i Herminia, a la localitat de Caracoles, al districte de Sierra Gorda (Regió d'Antofagasta, Xile). Ha estat descrita en tots els continents del planeta, a excepció de l'Antàrtida.